# せらみかる
せらみかるは、日本のイラストレーター、作曲者、ゲーム実況者、YouTuberである。ロックバンド「ゲーム実況者わくわくバンド」にてキーボードを担当。同人活動では個人サークル「てつくずおきば」を運営。

## 来歴
専門学校を卒業後、マンガ家のアシスタント業を数年行うも、体調を崩し休業。休業中に動画投稿サイト「ニコニコ動画」に触れて興味を持った動画作成を始める。その中で2007年に作成した『エアーマンが倒せない』が記録的ヒットを樹立し、その後も動画・イラスト・同人音楽（インディーズ）で幅広く活動をする。
2013年からYouTubeでゲーム実況の動画配信を開始。同業のゲーム実況動画配信グループ「○○の主役は我々だ!」向けに、グループメンバーのイメージイラストを多数提供し、メディアミックス作品の『異世界の主役は我々だ！』ではキャラクター原案としてクレジットされ、『エンプレスエイジ〜闇社会の主役は我々だ！〜』では自ら連載を担当している。
2014年に他のゲーム実況者4名と「ゲーム実況者わくわくバンド」を結成（ポジションはキーボード、イメージカラーはピンクを担当）。同グループにて2018年『デンシンタマシイ』でメジャーデビューした。

## 作品

### 楽曲
- エアーマンが倒せない（2007年）
- クリアまでは眠らない!（2007年）

### 漫画
- 常識を知りたい！：マナーと常識がマンガですぐわかる（学研プラス 刊 ・2014年2月15日初版・ISBN 9784058002261）
- 異世界の主役は我々だ！（原作：グルッペン・フューラー、著者：加茂ユウジ。せらみかるは「ユーザーのみなさん」とともにキャラクター原案としてクレジット）
- エンプレスエイジ〜闇社会の主役は我々だ！〜（監修：ゾム、『コミックアルナ』2022年8月号（創刊号）[3] - 、既刊4巻）

### 映像作品
- MUCC「壊れたピアノとリビングデッド」ライブ告知映像[要出典]